# Karolina Kedzierska
Karolina Kedzierska (Malmö, 14 de septiembre de 1987) es una deportista sueca que compitió en taekwondo. Ganó dos medallas en el Campeonato Europeo de Taekwondo, oro en 2008 y plata en 2006.

## Palmarés internacional
| Campeonato Europeo | Campeonato Europeo | Campeonato Europeo | Campeonato Europeo |
| Año                | Lugar              | Medalla            | Categoría          |
| ------------------ | ------------------ | ------------------ | ------------------ |
| 2006               | Bonn (Alemania)    | Medalla de plata   | +72 kg             |
| 2008               | Roma (Italia)      | Medalla de oro     | +72 kg             |